# Löwstädt
Löwstädt är ett svenskt efternamn. 

## Personer med namnet Löwstädt
- Carl Theodor Löwstädt (1789-1829), svensk tecknare och grafiker
- Emma Löwstädt-Chadwick (1855-1932), svensk målare och grafiker
- Eva Löwstädt-Åström (1865-1942), svensk konstnär, målare, tecknare och grafiker
- Rudolf Löwstädt (1820-1905), svensk skräddare och förläggare